# 5-я танковая армия (вермахт)
5-я танковая армия (нем. 5. Panzerarmee) — оперативное объединение (танковая армия) сухопутных войск вооружённых сил нацистской Германии периода Второй мировой войны. Создана 8 декабря 1942 года в Африке. В мае 1943 года сдалась в плен американо-британским войскам в Тунисе.
Вновь создана 5 августа 1944 года во Франции (на основе танковой группы «Запад», Panzergruppe West). Вновь сдалась в плен американо-британским войскам 17 апреля 1945 года, в Рурском котле.

## Первое формирование
Создана 8 декабря 1942 года в Африке. В январе-мае 1943 года воевала в Тунисе, где и сдалась американо-британским войскам.

### Состав армии
В январе 1943 (в Африке):
- 10-я танковая дивизия
- дивизия «Герман Геринг»
- 334-я пехотная дивизия

### Командующие армией
- С декабря 1942 — генерал-лейтенант Хайнц Циглер
- С марта 1943 — генерал танковых войск Густав фон Ферст

## Второе формирование
Вновь сформированная, воевала с августа 1944 по апрель 1945 года на Западном фронте (во Франции, затем в Арденнах, затем в Германии). 17 апреля 1945 года, в Рурском котле сдалась в плен союзникам.

### Боевой состав армии
В августе 1944 (на Западном фронте):
- 1-й танковый корпус СС
- 2-й танковый корпус СС
- 67-й армейский корпус
- 74-й армейский корпус
- 86-й армейский корпус

В сентябре 1944:
- 47-й танковый корпус
- 58-й танковый корпус

В ноябре 1944:
- 12-й армейский корпус СС
- 81-й армейский корпус
- 86-й армейский корпус

15 декабря 1944:
- Армейские резервы:
  - 410-й (t-mot) народный артиллерийский корпус
    - 1-й батальон (towed by Raupenschlepper Ost)
    - 3 (t-mot) батареи реактивных миномётов
    - (9 210 мм пусковые установки)
    - 2-й батальон (2 (tmot) 100mm Batteries (6 105mm lFH 18)
    - 3-й батальон (towed by Raupenschlepper Ost) 3 (tmot) 105mm Batteries (6 105mm lFH 18)
    - 4-й батальон 2 (tmot) 122mm Batteries (6 122mm (r) sFH)
    - 5-й батальон 2 (tmot) 152mm Batteries (6 152mm (r) sFH 18)
- Остальная артиллерия 5-й танковой армии:
  - 638-я тяжёлая артиллерийская батарея (1-540mm mörsers)
  - 1094-я тяжёлая артиллерийская батарея (6-128mm guns)
  - 1095-я тяжёлая артиллерийская батарея (6-128mm guns)
  - 25/975-я крепостная артиллерийская батарея (4-155mm 425(r) guns)
  - 1099-я тяжёлая миномётная батарея (3 355mm mörsers)
  - 1119-я (bo) тяжёлая миномётная батарея (3 305mm mörsers)
  - 1121-я (bo) тяжёлая миномётная батарея (3 220mm mörsers)
  - Прочее:
    - 762-й (mot) артиллерийский полковой штаб z.b.V.
    - 638-я миномётная батарея
    - 803-й инженерно-строительный батальон
    - 3/999-й инженерно-строительный батальон
    - 19-я зенитная бригада (14 тяжёлых & 14 средних и лёгких батарей)
    - 534-й инженерный полковой штаб
    - 207-й (t-mot) инженерный батальон
    - 600-й моторизованный инженерный батальон
    - 653-й тяжёлый противотанковый дивизион
    - 72-й наблюдательный батальон
    - 54-й наблюдательный батальон
    - 669-й батальон Ост
    - 3-я бригада Тодта (полувоенные инженеры) (4 полка)
    - Штаб 940-го мостового эскадрона
    - 22-я (mot) мостовая колонна B («B»)
    - 6-я (mot) мостовая колонна B («B»)
    - 1/409-я моторизованная мостовая колонна B («B»)
    - 957-я мостовая колонна B (GE) («B (GE)»)
    - 850-я мостовая колонна J («J»)
    - 846-я мостовая колонна J («J»)
    - 894-я мостовая колонна J («J»)
    - 892-я мостовая колонна J (GE) («J (GE)»)
- LXVI корпус: генерал артиллерии W. Lutch
  - 16-я (t-mot) народная миномётная бригада
    - 86-й полк реактивных миномётов:
      - 1-й батальон: 3 (mot) батареи (6 210 мм пусковые установки)
      - 2-й батальон: 3 (mot) батареи (6 150mm launchers)
      - 3-й батальон: 3 (mot) батареи (6 210 мм пусковые установки)

    - 87-й полк реактивных миномётов:
      - 1-й батальон: 3 (mot) батареи (6 150 мм пусковые установки)
      - 2-й батальон: такой же как 1-й батальон
      - 3-й батальон: 3 (mot) батареи (6 300 мм пусковые установки)

  - Прочее:
    - 244-й дивизион штурмовых орудий
    - 460-й тяжёлый артиллерийский дивизион (9 150mm sFH 18)
    - 1/,2/,3/,4/10-й танковый артиллерийский полк СС (возможно 9 батарей 105mm Wespe & 3 батареи 150mm Hummel)
    - 244-й дивизион штурмовых орудий (14 StuG)
    - 74-й лёгкий зенитный штурмовой дивизион
    - 1099-я миномётная батарея
    - 803-й инженерно-строительный батальон

  - 18-я народная пехотная дивизия: полковник Hoffman-Schonborn (9,920/6,694/5,569)3
    - 1/,2/293-й народный пехотный полк
    - 1/,2/294-й народный пехотный полк
    - 1/,2/295-й народный пехотный полк
    - 1/,2/,3/,4/1818-й артиллерийский полк
      - 75mm FK 40 (14 Dec) — 18
      - 105mm lFH 18/40 (14 Dec) — 24
      - 150mm sFH 18 (14 Dec) — 12

    - 1818-й стрелковый батальон
    - 1818-й противотанковый дивизион (14 Hetzer Jpz38t)
    - 1818-й инженерный батальон
    - 1818-й батальон связи

  - 62-я народная пехотная дивизия: полковник F. Kittel4
    - 1/,2/164-й народный пехотный полк
    - 1/,2/183-й народный пехотный полк
    - 1/,2/190-й народный пехотный полк
    - 1/,2/,3/,4/162-й артиллерийский полк
      - 75mm FK 40 (14 Dec) — 18
      - 105mm lFH 18/40 (14 Dec) — 24
      - 150mm sFH 18 (14 Dec) — 12

    - 162-й стрелковый батальон
    - 162-й противотанковый дивизион (14 Hetzers Jpz38t)
    - 162-й инженерный батальон
    - 162-й батальон связи
- LVIII танковый корпус: генерал танковых войск W. Krüger
  - 7-я моторизованная народная миномётная бригада
    - 401-я (mot) штабная батарея
    - 401-я (mot) наблюдательная батарея
    - 1-й батальон: 1—3-я (motZ) батареи (6 75mm FK 40)
    - 2-й батальон: 4—5-я (motZ) батареи (6 100mm орудий)
    - 3-й батальон: 6—9-я (motZ) батареи (6 105mm leFH)
    - 4-й батальон: 10—11-я (motZ) батареи (6 152mm 433/I(r))
    - 5-й батальон: 13—14-я (motZ) батареи (6 122mm русских гаубиц)

  - 1-й зенитный штурмовой полк
  - 1121-я тяжёлая миномётная батарея
  - 1125-я тяжёлая миномётная батарея
  - 25/975-я крепостная артиллерийская батарея
  - 207-й сапёрный батальон
  - 116-я танковая дивизия: генерал-майор S. von Waldenburg (13,464/7,259/5,455)
    - 1/,2/16-й танковый полк (25 Mk IV, 43 MK V) 
      - Mk V Panthers — 60/45/43/137
      - Mk IV — 30/26/26/0

    - 1/,2/60-й моторизованный полк
    - 1/,2/156-й моторизованный полк
    - 1/,2/,3/146-й артиллерийский полк
      - 105mm lFH 18/40- 19/20/0/0 (on 14 Dec — 19)
      - 150mm sFH 18- 8/8/0/0 (on 14 Dec — 4)
      - 100mm K18 — 4/4/0/0 (on 14 Dec — 4)
      - Wespe — 3/3/0/4 (on 14 Dec — 2)
      - Hummel — 9/6/0/2 (on 14 Dec — 9)

    - 116-й танковый разведывательный батальон
    - 228-й противотанковый дивизион (13 Pzjg IV)
      - StuG — 45/225/13/14
      - Heavy PAK — 13/19/17/0

    - 675-й инженерный батальон
    - 228-й батальон связи
      - 281-й армейский зенитный дивизион

  - 560-я народная пехотная дивизия: полковник R. Langhauser
    - 1/,2/1128-й народный пехотный полк
    - 1/,2/1129-й народный пехотный полк
    - 1/,2/1130-й народный пехотный полк
    - 1/,2/,3/,4/1560-й артиллерийский полк
      - 75mm FK 40 (14 Dec) — 18
      - 105mm lFH 18/40 (14 Dec) — 24
      - 150mm sFH 18 (14 Dec) — 12

    - 1560-й стрелковый батальон
    - 1560-й противотанковый дивизион (14 Hetzer Pzjg 38t)
    - 1560-й инженерный батальон
    - 1560-й батальон связи
- XLVII танковый корпус: генерал танковых войск H. von Lüttwitz
  - 182-й зенитный штурмовой полк
  - 1124-я тяжёлая артиллерийская батарея
  - 1119-я тяжёлая миномётная батарея
  - 600-й инженерный батальон
  - 15-я моторизованная народная миномётная бригада
    - 55-й полк реактивных миномётов:
      - 1-й батальон: 3 (mot) батареи (6 150 мм пусковые установки)
      - 2-й батальон: 3 (mot) батареи (6 210 мм пусковые установки)
      - 3-й батальон: то же, что 1-й батальон

    - 85-й полк реактивных миномётов:
      - 1-й батальон: 3 (mot) батареи (6 150 мм пусковые установки)
      - 2-й батальон: такой же как 1-й батальон
      - 3-й батальон: 3 (mot) батареи (6 300 мм пусковые установки)

  - 766-й моторизованный народный артиллерийский корпус
    -       - 1-й батальон (RSO): 3 (motZ) батареи (6 75mm FK 40)
      - 2-й батальон: 2 (motZ) батареи (6 150mm sFH)
      - 3-й батальон (RSO): 3 (motZ) батареи (6 105mm leFH 18/40)
      - 4-й батальон: 2 (motZ) батареи (6 150mm sFH)
      - 5-й батальон: 2 (motZ) батареи (6 150mm sFH)
      - 6-й батальон (raised on 1/9/45): 2 (motZ) батареи (3 210mm mörsers), 1 (motZ) батарея (3 170mm guns)

  - 2-я танковая дивизия: полковник M. von Lauchert9 (5,951/3,431/5,433)
    - 1/,2/3-й танковый полк
      - Mk V Panther — 60/51/49/0
      - Mk IV — 30/28/26/0

    - 1/,2/2-й моторизованный полк
    - 1/,2/304-й моторизованный полк
    - 1/,2/,3/74-й артиллерийский полк
      - 105mm lFH 18/40 — 13/13/0/0 (on 14 Dec — 12)
      - 150mm sFH 18 — 8/11/0/0 (on 14 Dec — 11)
      - Wespe — 12/5/0/4 (on 14 Dec — 0)
      - Hummel — 6/6/0/0 (on 14 Dec — 17)
      - 100mm K18 — 4/4/0/0 (on 14 Dec — 4)

    - 2-й разведывательный батальон
    - 38-й противотанковый дивизион
      - StuG — 49/48/34/1
      - Heavy PAK — 13/13/11/0

    - 38-й инженерный батальон
    - 38-й батальон связи
    - 273-й зенитный дивизион

  - Танковая учебная дивизия: генерал-лейтенант F. Bayerlein10
    - 1/,2/130-й танковый полк (30 Mk IV, 23 Mk V)
      - Mk V Panther — 34/29/23/10
      - Mk IV — 34/34/30/10

    - 1/,2/901-й моторизованный полк
    - 1/,2/902-й моторизованный полк
    - 1/,2/,3/130-й танковый артиллерийский полк
      - 105mm lFH 18/40 — 12/7/5/0 (on 14 Dec — 9)
      - 150mm sFH 18 — 16/12/9/0 (on 14 Dec — 12)

    - 130-й разведывательный батальон
    - 130-й противотанковый дивизион Heavy Pak — 13/3/3/611
    - 130-й инженерный батальон
    - 130-й батальон связи
    - 311-й зенитный дивизион
    - 559-й противотанковый дивизион (19 Jpz V & Jpz IV)
    - 243-й дивизион штурмовых орудий StuG — 21/15/14/4

  - 26-я народная пехотная дивизия: полковник H. Kokott12
    - 1/,2/39-й стрелковый полк
    - 1/,2/77-й народный пехотный полк
    - 1/,2/78-й народный пехотный полк
    - 1/,2/,3/,4/26-й артиллерийский полк
      - 75mm FK 40 (14 Dec) — 18
      - 105mm lFH 18/40 (14 Dec) — 24
      - 150mm sFH 18 (14 Dec) — 12

    - 26-й стрелковый батальон
    - 26-й разведывательный батальон
    - 26-я стрелковая рота
    - 26-й противотанковый дивизион (14 Hetzers Jpz38t)
    - 26-й инженерный батальон
    - 26-й батальон связи[1]

В феврале 1945:
- 13-й армейский корпус
- 66-й армейский корпус
- 67-й армейский корпус

В апреле 1945:
- 58-й танковый корпус
- 12-й армейский корпус СС

### Командующие армией
- С 5 августа 1944 — генерал танковых войск Хайнрих Эбербах
- С 29 августа 1944 — генерал-полковник войск СС Йозеф Дитрих
- С 10 сентября 1944 — генерал танковых войск Хассо фон Мантойфель
- С 9 марта 1945 — генерал-полковник Йозеф Харпе